# Euphorbia rothrockii
Euphorbia rothrockii là một loài thực vật có hoa trong họ Đại kích. Loài này được (Millsp.) Oudejans mô tả khoa học đầu tiên năm 1989.